# Martin Kloke
Martin W. Kloke (* 1959) ist ein deutscher Politik- und Sozialwissenschaftler und Publizist. Er ist seit 1995 bei den Cornelsen Schulverlagen als Redakteur für die Fächer Ethik, Philosophie und Religion verantwortlich und hat Beiträge insbesondere zur Antisemitismusforschung veröffentlicht.

## Leben
Kloke studierte evangelische Theologie, Politikwissenschaft und Pädagogik an der Justus-Liebig-Universität Gießen und wurde dort 1989 am Fachbereich Gesellschaftswissenschaften über das Thema Israel und die deutsche Linke. Zur Geschichte eines schwierigen Verhältnisses promoviert. In dieser Arbeit beschäftigte er sich auch mit dem Thema des Linken Antisemitismus. 2009 beschäftigte er sich auf der vierten Sommeruniversität des Zentrums für Antisemitismusforschung der TU Berlin mit dem Thema Antisemitismus in der linken Szene.
Von 1989 bis 1992 war Kloke als wissenschaftlicher Mitarbeiter bei der Otto Benecke Stiftung in Bonn beschäftigt. Von 1993 bis 1994 absolviert er ein Studienreferendariat in Köln. Seit 1995 ist er Redakteur. Daneben beschäftigt er sich mit der Geschichte der deutsch-israelischen sowie christlich-jüdischen Beziehungen und hat darüber Beiträge geschrieben.

## Schriften
- Israel und die deutsche Linke. Zur Geschichte eines schwierigen Verhältnisses (= Schriftenreihe des Deutsch-Israelischen Arbeitskreises für Frieden im Nahen Osten. 20). Haag und Herchen, Frankfurt am Main 1990. 2. Auflage 1994, ISBN 3-86137-148-0.
- Der israelisch-palästinensische Friedensprozess. Sachinformationen – Planungsvorschläge – Praxiserfahrungen – Materialien für den Unterricht. Haag und Herchen, Frankfurt am Main 1995, ISBN 3-86137-353-X.
- mit Andreas Fincke, Ursula Wilke et al.: Ich bin gefragt. Ethik 7/8. Volk und Wissen, Berlin 1999, ISBN 3-06-120701-5.
- Mobilmachung im Milleniumsfieber. Wochenschau, Schwalbach/Ts. 2000, DNB 959104291.
- 40 Jahre deutsch-israelische Beziehungen. Franzis Print und Media, München 2005, DNB 975013041.
- mit Uwe Andersen,  Jürgen Faulenbach et al.: Entwicklung und Entwicklungspolitik. Franzis, München 2005, OCLC 615200867.
- „Das zionistische Staatsgebilde als Brückenkopf des Imperialismus“. Vor vierzig Jahren wurde die neue deutsche Linke antiisraelisch. In: Merkur. Heft 698, Juni 2007, S. 487–497.[5]
- Die Entwicklung des Zionismus bis zur Staatsgründung Israels. Institut für Europäische Geschichte, Mainz 2010, DNB 1020544066.